# Tsjernevo
Tsjernovo (Bulgaars: Чернево) is een dorp in het oosten van Bulgarije. Het dorp ligt in de gemeente Soevorovo, oblast Varna. Het dorp ligt hemelsbreed ongeveer 25 km ten noordwesten van Varna en 354 km ten noordoosten van Sofia.

## Bevolking
Op 31 december 2020 woonden er 1.379 personen in het dorp Tsjernovo.
|  |

In de optionele volkstelling van 2011 identificeerden 771 van de 1.009 ondervraagden zichzelf als etnische Bulgaren, oftewel 76,4% van alle ondervraagden. De overige ondervraagden waren vooral etnische Turken (149 personen, oftewel 14,8%) en Roma (69 personen, oftewel 6,8%).
| Etnische samenstelling van de respondenten (2011) | Etnische samenstelling van de respondenten (2011) | Etnische samenstelling van de respondenten (2011) | Etnische samenstelling van de respondenten (2011) | Etnische samenstelling van de respondenten (2011) |
| ------------------------------------------------- | ------------------------------------------------- | ------------------------------------------------- | ------------------------------------------------- | ------------------------------------------------- |
|                                                   |                                                   |                                                   |                                                   |                                                   |
| Bulgaren                                          | Bulgaren                                          |                                                   | 76,4%                                             | 76,4%                                             |
| Turken                                            | Turken                                            |                                                   | 14,8%                                             | 14,8%                                             |
| Roma                                              | Roma                                              |                                                   | 6,8%                                              | 6,8%                                              |
| Anders/Onbekend                                   | Anders/Onbekend                                   |                                                   | 2,0%                                              | 2,0%                                              |

Van de 1.373 inwoners in februari 2011 werden geteld, waren er 243 jonger dan 15 jaar oud (17,7%), gevolgd door 833 personen tussen de 15-64 jaar oud (60,7%) en 297 personen van 65 jaar of ouder (21,6%).

## Afbeeldingen

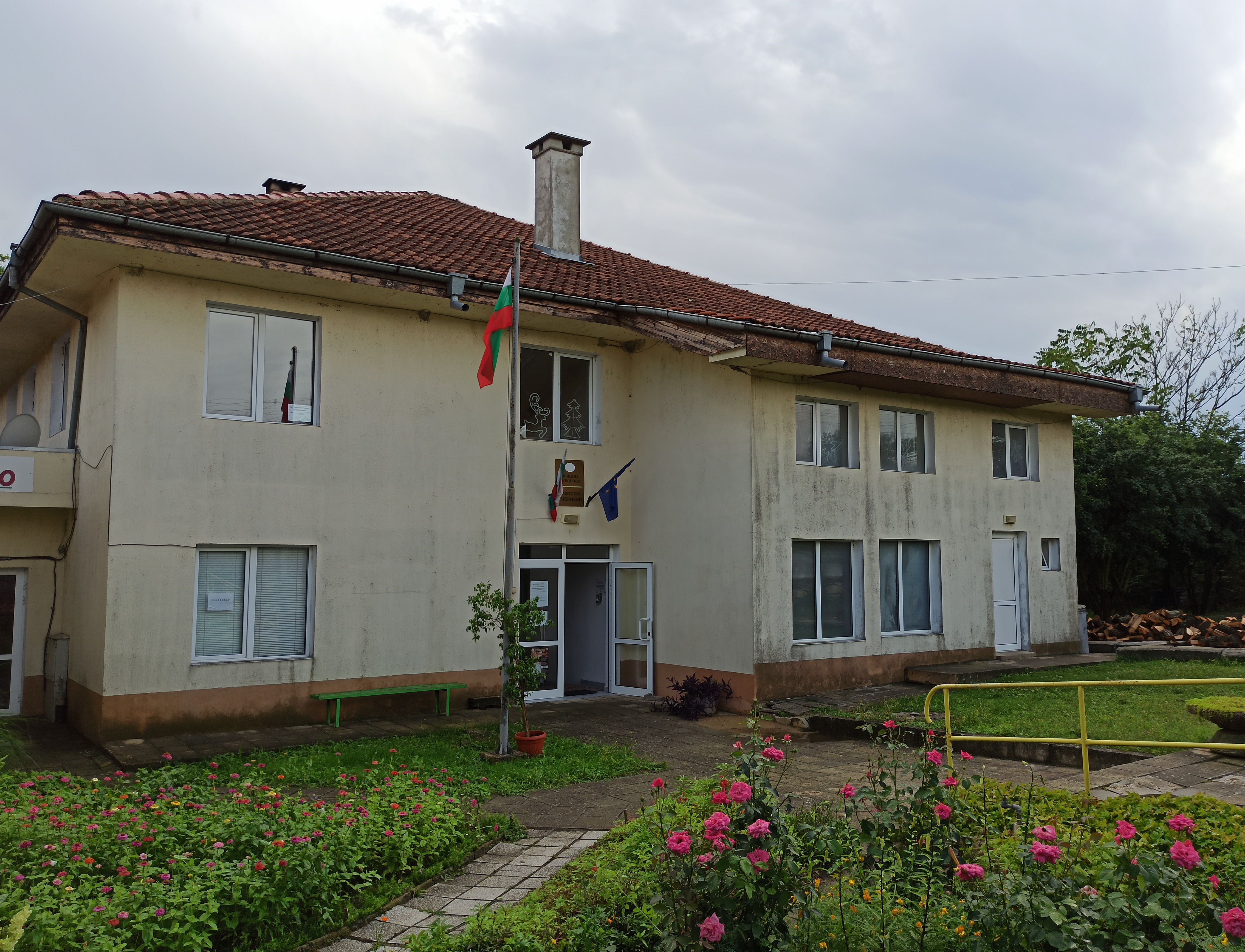
Het burgemeesterskantoor
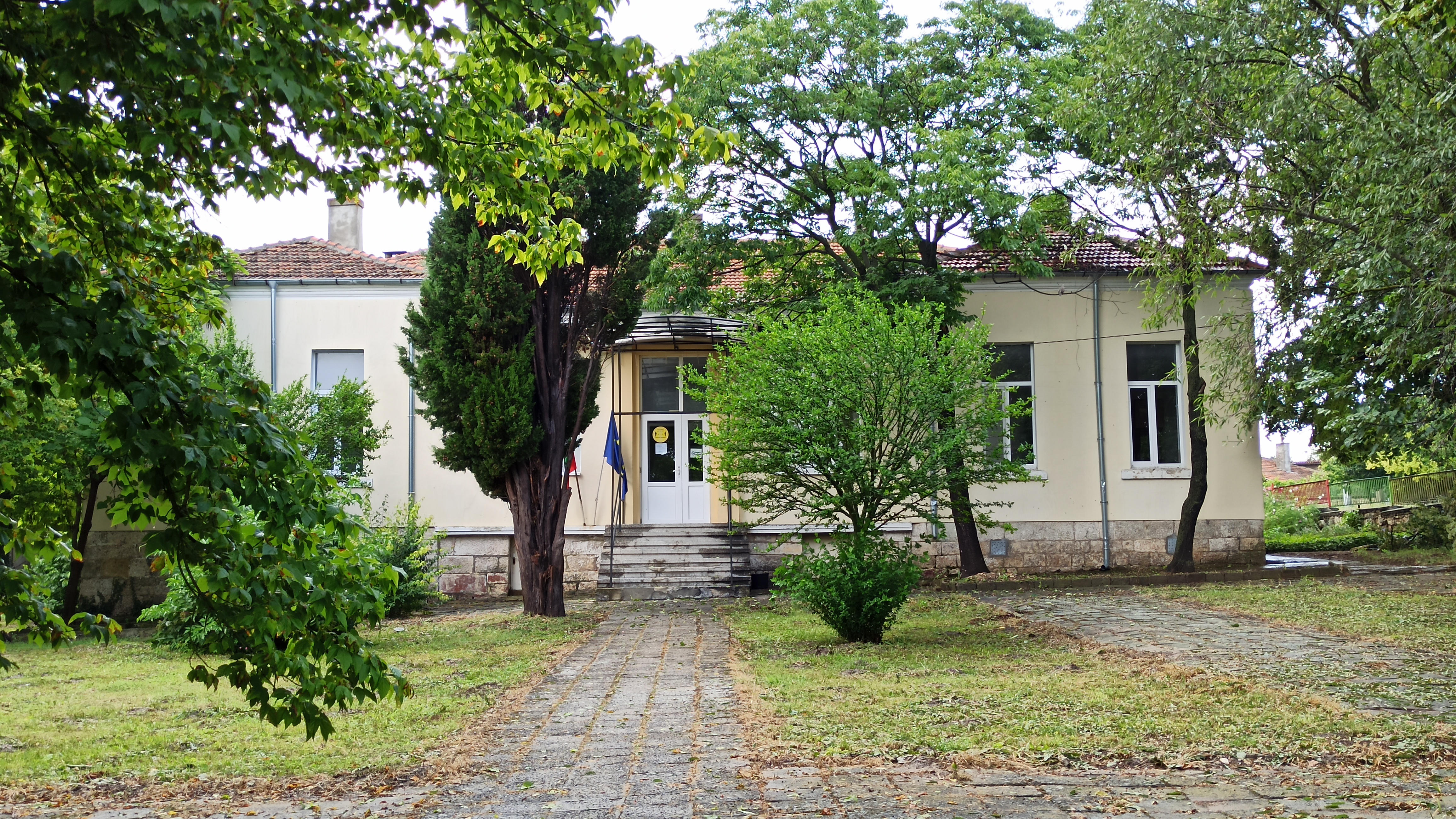
De kleuterschool
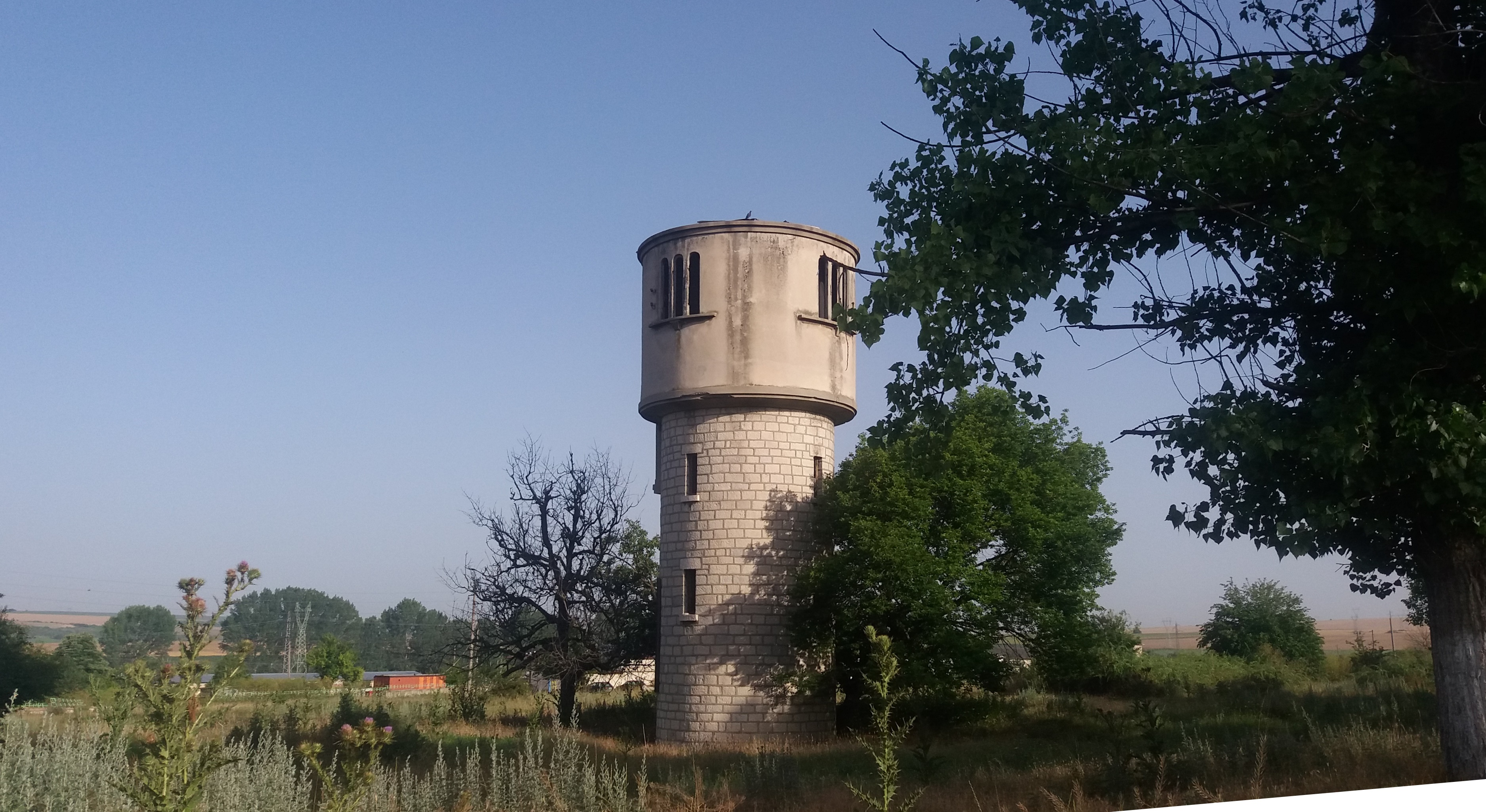
Oude waterpomp